# Holoregmia
Holoregmia, monotipski biljni rod iz porodice martinijevki. Jedina vrsta, H. viscida, brazilski je endem iz države Bahia
Tipski uzorak sakupljen je 1817., a opisana 1821. Tek godine 2003. otkriveno je da u američkom National Herbarium–u postoje dva materijala o njoj, jedna zbirka sakupljena 1979 (Mori & dos Santos 11844), i druga iz 1985. godine (Hatschbach & Silva 50071), obje su identificirane kao Holoregmia viscida.  
U članku o njoj ne spominje se nikakva medicinska uporaba niti narodni nazivi, ali prema uzorku Mori, sjemenke se koriste medicinski, a narodni je naziv "fruto de São Cipriano"